# Google Pack
Google Pack war ein von Dezember 2006 bis 2011 vom Unternehmen Google Inc. herausgegebenes, kostenloses Softwarepaket. Laut Google handelte es sich bei den enthaltenen Programmen um „speziell von Google ausgewählte Software“, die in ein paar Klicks startbereit gewesen sind.
2011 wurde Google Pack aufgrund der sinkenden Downloadzahlen eingestellt.

## Enthaltene Software
Das Google Pack enthielt zuletzt elf Programme, fünf Programme der Google-Gruppe, vier Programme anderer Hersteller und zwei optionale Programme. Bei der Online-Installation sind alle Programme einzeln an- oder abwählbar.

### Google-Pack-Software der Google Inc.
Im Google Pack waren fünf Programme der Google-Gruppe enthalten:
- Google Earth, zur Anzeige eines virtuellen Globus auf Basis von Satelliten- und Luftbildern,
- Picasa, eine Bildverwaltungssoftware,
- die Google Toolbar, eine Google-spezifische Webbrowser-Add-on für den Internet Explorer und Mozilla Firefox und
- Google Desktop Search, ein Desktop-Suchprogramm.
- Google Chrome, ein von Google entwickelter Browser.
- Google Talk, ein von Google entwickelter Instant Messenger.

### Google-Pack-Software anderer Hersteller
Zusätzlich enthielt Google Pack vier Programme anderer Hersteller:
- Adobe Reader, ein Programm zum Anzeigen und Kommentieren von PDF-Dateien
- Mozilla Firefox, einen verbreiteten Webbrowser, mit vorinstallierter Google Toolbar
- avast! Home Edition, ein kostenloses Antiviren-Programm
- Spyware Doctor Anti-Spyware Programm

Bevor Avast! Home Edition in das Google Pack aufgenommen wurde, enthielt es Norton Security Scan, ein Tool zum Aufspüren von Viren, das jedoch zum Entfernen von Viren auf die Webseite von Norton verwies, wo man sich eine kostenpflichtige Software mit dieser Funktion kaufen kann.

### Optionale Software
Zum optionalen Download stellt Google Pack zwei weitere Programme bereit:
- Real Player, ein Multimedia-Abspielprogramm für Videos, Musik und Livestreams
- Skype, ein VoIP-Programm zum Telefonieren per Internet (gegen Gebühr auch ins gewöhnliche Telefonnetz)

Außerdem war zeitweise StarOffice enthalten.